# Татарофобія
Антитатарські настрої або татарофобія відноситься до страху, ненависті, демонізації або упередженого ставлення до людей, яких зазвичай називають татарами, включаючи, але не обмежуючись ними, волзьких, сибірських і кримських татар. Негативне ставлення до останніх є найбільшим значною мірою через давню практику радянських ЗМІ зображувати їх лише в негативному світлі разом із практикою просування негативних стереотипів з метою політичного виправдання їхньої депортації та маргіналізації.

## Проти кримських татар

### Радянська доба
Після депортації кримських татар у травні 1944 р. уряд посилено пропагував існуючі негативні стереотипи щодо кримських татар і нарощував їх, оголошуючи їх «зрадниками», «буржуазією», «контрреволюціонерами» та хибно натякаючи на те, що вони «монголи» без історичного зв'язку з Кримським півостровом. Політична агітація членів партії заохочувала інших громадян у місцях депортації знущатися над ними, а в Криму проводилися конференції, присвячені поширенню та поширенню антикримсько-татарських настроїв. Сліди кримськотатарської присутності на півострові були стерті з півострова після депортації в 1944 році, а тисячі сіл, які раніше носили татарські назви, отримали нові російські назви, що офіційно детатаризувало півострів. Депортовані кримські татари, які працювали в Середній Азії, жили за режимом «спецпоселенців», який позбавляв їх багатьох громадянських прав, якими користувалися інші радянські громадяни, і обмежував їх невеликим периметром. Люди, залучені до руху за громадянські права кримських татар, неодноразово відзначали значну схожість між умовами, в яких перебувають призначені «спецпоселенці» та жертви апартеїду, а також палестинці під ізраїльською окупацією.

### У нові часи
Попри те, що татарофобія все ще дуже поширена в сучасному суспільстві, у наш час викликає більше суперечок і негативних настроїв, ніж у минулому. Хоча офіційно це вже не державна інституція, вона залишається поширеною в уряді та суспільстві. Примітним прикладом є коли російський консул Володимир Андрєєв вимагав, щоб жоден із запрошених російських громадян не був присутній на дебюті фільму «Хайтарма» про кримського татарина, двічі Героя Радянського Союзу Амет-хана Султана, оскільки в ньому не було зображено кримськотатарське населення в досить негативне світло. Андрєєв зізнався, що насправді не бачив фільм, коли сказав людям не ходити, але сказав, що відчуває, що він буде історично неточним, оскільки його режисером став кримський татарин.
Плутаниною щодо різних татарських народів скористалася пропаганда, яка прославляє відносну рівність, яку відчувають волзькі татари, щоб змусити неосвічених одержувачів пропаганди сплутати їх із кримськими татарами та переконати, що міжетнічні відносини переважно позитивні. Незвичайним є те, що волзьких татар вихваляють і вихваляють як братні народи тими самими установами, які водночас займаються татарофобією проти кримських татар, і не є незвичайним, коли відносна відсутність ворожості до волзьких татар вказується як виправдання уникати виправлення ксенофобії щодо кримських татар. Незважаючи на те, що кримськотатарська мова дуже віддалена від мови казанських татар, Радянський Союз тривалий час виступав проти прохання кримськотатарського руху за громадянські права відновити їхню автономію в Криму і пропонував замість цього створити для них автономну область у Татарстані — ображаючи більшу частину кримськотатарського керівництва.

## Проти волзьких татар
Історично волзьких татар вважали «зразковою меншиною» в Росії та Радянському Союзі, до них ставилися набагато краще, ніж до кримських татар. Тим не менш, упередження щодо волзьких татар існують і були деякі спроби детатаризації Татарстану російськими націоналістами. У 2007 році молодий татарин був зарізаний групою людей по дорозі на роботу в Санкт-Петербурзі. Татарська громада заявила, що вбивство було на расовому ґрунті та наслідком ісламофобії. Після того, як Ельміра Абдразакова була коронована «Міс Росія» в 2013 році, її засипали расистськими образами.